# Wilhelm I. (Weimar)
Wilhelm I., Graf von Weimar († 16. April 963), ist das erste bekannte Mitglied des Weimarer Grafenhauses. Es gibt Anhaltspunkte dafür, dass er zum Verwandtenkreis um den thüringischen Großen Meginwarch gehört. Er wird 949 als Graf im Südthüringgau bezeichnet, 958 als Graf im Husitingau und 961 als Graf im Helmegau und Altgau. Ihm wird die Bezeichnung potestas praefectoria beigegeben.
In den Jahren 953 bis 955 beteiligte er sich an einem Aufstand der Wettiner gegen die Liudolfinger. Er wurde noch 953 abgesetzt und verbannt, war aber 956 wieder in seine Ämter eingesetzt.
Wilhelm I. war wohl mit einer Tochter des Markgrafen Poppo (II.) der Sorbenmark aus der Familie der fränkischen Babenberger verheiratet.
Er hatte mindestens drei Kinder:
- Wilhelm II., genannt der Große, † 14. Dezember 1003, Herzog in Thüringen
- Poppo
- Sigbert